# Elezioni legislative in Francia del 1839
Le elezioni legislative in Francia del 1839 per eleggere i 459 deputati della Camera dei deputati si sono tenute il 2 ed il 6 marzo. 
Le elezioni si tennero in seguito alle dimissioni del primo ministro Molé. Il sovrano Luigi Filippo, che attraverso Molé aveva di fatto guidato direttamente il governo, si era trovato privo di un candidato appetibile per la maggioranza degli elettori, mentre nella Camera si erano riconsolidate le due vecchie coalizioni: a sinistra, il "Partito del Movimento", includente il centro-sinistra ed i repubblicani, e a destra il "Partito della Resistenza", formato da centro-destra in alleanza con il "Terzo Partito" di André Dupin. I risultati delle elezioni videro la vittoria del primo blocco che, pur di evitare esecutivi forzati del re, si unì con la "Resistenza" nell'opposizione all'interventismo reale.

## Risultati
| Partito                           | Partito         | Voti    | % (Seggi) | Seggi |
| --------------------------------- | --------------- | ------- | --------- | ----- |
|                                   | Centro-sinistra | 105.265 | 52,3      | 240   |
|                                   | Centro-destra   | 87.352  | 43,4      | 199   |
|                                   | Destra          | 8.655   | 4,3       | 20    |
| Totale                            | Totale          | 201.271 | 100       | 459   |
| Dati: Élections législatives 1839 |                 |         |           |       |